# Acquaiolo di Siviglia
L'Acquaiolo di Siviglia è un dipinto a olio su tela (105x80 cm) realizzato nel 1620 dal pittore Diego Velázquez.
È la rappresentazione di una figura popolare, l'uomo che vendeva acqua fresca nelle strade di Siviglia.

## Descrizione e storia
Questo dipinto risale agli anni in cui la formazione pittorica di Velazquez era ancora lontana dall'essere terminata; il genere del quadro è il bodegòn, ovvero quel genere pittorico dilagante in Europa tra il 1500 e il 1600 che soleva ritrarre persone di umili condizioni. Di questo dipinto esistono altre due versioni, una delle quali conservata agli Uffizi di Firenze.
La scena raffigura un uomo anziano, dai vestiti poveri e semplici, che porge un bicchiere d'acqua ad un bambino (forse lo stesso modello della Vecchia friggitrice di uova); nel calice d'acqua appare un fico, tuttora usato a Siviglia per mantenere una certa freschezza nell'acqua. Dietro ai due appare il viso di un giovane che beve da un boccale di ceramica.
L'influenza caravaggesca si nota dai due elementi della luce, che illumina i visi e le brocche, e sulla volontà del pittore di non cercare di rappresentare la bellezza idealizzata ma il realismo della scena.
Questo dipinto può essere visto come un'allegoria delle tre età della vita, sebbene nel 1620 avesse tutto un altro significato: era infatti molto comune vedere scene di questo tipo per la strada. Inoltre, in uno dei romanzi picareschi allora molto diffusi, appare proprio un acquaiolo di Siviglia che richiama il quadro di Velazquez.
Nonostante Velazquez fosse all'inizio della sua carriera, si vede già qui molto bene la sua tendenza a dipingere la personalità dei suoi soggetti, caratteristica che porterà Manet a definirlo “il pittore dei pittori”.
È conservato nel Victoria and Albert Museum di Londra.